# Hogna swakopmundensis
Hogna swakopmundensis är en spindelart som först beskrevs av Embrik Strand 1916.  Hogna swakopmundensis ingår i släktet Hogna och familjen vargspindlar.
Artens utbredningsområde är Namibia. Inga underarter finns listade i Catalogue of Life.